# Chamical (departamento)
Departamento Chamical é um departamento da província de La Rioja, na Argentina.
É conhecido como centro da pesquisa aerospacial da Argentina, por sediar o Centro de Experimentação. Desde 1989 não se realizam experimentos neste centro, que passou a ser apenas destacamento aeronáutico militar.